# С кем переспать?!!
«С кем переспа́ть?!!» (англ. The To Do List) — романтическая комедия 2013 года сценариста 
Мэгги Кэри, ставшая для неё дебютом в кинорежиссуре. В главных ролях Обри Плаза и Джонни Симмонс. Поначалу сценарий фильма был отвергнут киностудиями и вошёл в «чёрный список» самых популярных нереализованных проектов, однако после публичного чтения за его производство взялась компания CBS Films. Фильм рассказывает о девушке, окончившей среднюю школу и чувствующей, что прежде чем поступить в колледж, надо получить сексуальный опыт.

## Сюжет
Лето 1993 года, Бойсе, штат Айдахо. Преуспевающая в учёбе, но стеснительная в жизни, Бренди Кларк (Обри Плаза) после выпускной церемонии в честь окончания средней школы, приглашается своими двумя лучшими подругами Венди (Сара Стил) и Фионой (Алия Шокат) на вечеринку, где впервые напивается. Там она сталкивается с Расти Уотерсом (Скотт Портер), в которого безответно влюбляется. Поскольку в комнате было темно, он принял Бренди за другую девушку и когда понял, кто перед ним, он отвергает её. Бренди винит себя за недостаток сексуального опыта и решает узнать всё о сексе в течение лета, чтобы подготовиться к поступлению в колледж. Она решает составить «список дел» с целью заняться сексом с Расти.
Вместе со своим приятелем Кэмероном Митчеллом (Джонни Симмонс) Бренди получает работу в местном бассейне в качестве спасателя, для того, чтобы быть ближе к Расти. Владелец бассейна Вилли (Билл Хейдер) всячески подшучивает над ней и возлагает на неё самую грязную работу, в том числе вылавливание экскрементов из бассейна. Бренди попадается на шутку своих коллег, основанную на инциденте в фильме Гольф-клуб, откусив часть шоколадного батончика и поняв, чем он был. В порыве гнева она толкает Вилли в бассейн, и узнает, что он не умеет плавать, несмотря на то, что руководит бассейном. Она соглашается научить его плаванию в обмен на прекращение издевательств. 
Бренди получает советы от сестры Эмбер (Рэйчел Билсон) и матери Джеан (Конни Бриттон), а также двух подруг, в то время как её отец Джордж (Кларк Грегг), судья и благочестивый консерватор, обходит разговоры о сексе, тем более, что его жена имеет больший опыт, чем он сам. Используя полученные данные, она составляет «список дел» с планом выполнения различных сексуальных практик. В течение лета Бренди имеет несколько сексуальных контактов с Кэмероном и другими мальчиками, все пытаясь поймать взгляд Расти. Тем не менее, Кэмерон считает, что сексуальные контакты Бренди являются признаком её романтического интереса, ведь он сам влюблён в неё. Однако, после обнаружения её списка, он расстраивается и прекращает с ней общаться, поняв, что был всего лишь частью её «миссии». Между тем, Бренди вместе с подругами отправляются в клуб, где начинают заигрывать с парнями из рок-группы. После этого, Венди и Фиона обнаруживают, что в списке мальчиков, с которыми экспериментировала Бренди, находятся и парни в которых они влюбились. Они расстраиваются, называют её шлюхой и порывают с ней отношения. 
Бренди наконец приближается к Расти, когда они совершают тайный акт мести конкурирующему бассейну, но позже их разоблачают из-за того, что она оставила там подписанным своим именем бюстгальтер. Вилли приходится уволить её из-за угроз подать в суд со стороны руководителей соседнего бассейна. Бренди начинает встречаться с Расти, и они на машине приезжают на стоянку для того, чтобы заняться сексом. Однако, он оказывается коротким и страшным, что разочаровывает Бренди. Случайно она видит, что в соседней машине сексом занимаются её родители и требует от Расти немедленно отвезти её домой. 
Между тем, Вилли идет в дом Кларков, чтобы остановить Бренди от секса с Расти, но ему открывает Эмбер, которая сразу же соблазняет его. Когда Расти и Бренди приходят домой, их встречает ревнивый Кэмерон, и они начинают драться. Чтобы разрешить конфликт, Бренди перечисляет хорошие качества каждого, и искренне извиняется перед Кэмероном и предлагает свой собственный взгляд на секс. После этого она встречается в Венди и Фионой, и тоже извиняется перед ними, а они прощают её. Бренди находит Вилли в бассейне, который предлагает ей свою работу, если она возвратится следующим летом, потому что он сам решил всё бросить и проследовать за группой «Grateful Dead» с ещё живым Джерри Гарсией. 
Осенью Бренди и Кэмерон вновь встречаются в Джорджтаунском университете, куда они оба поступили. Бренди ещё раз извиняется перед Кэмероном, и они знакомятся заново. Они занимаются сексом в её комнате в общежитии и Бренди наконец достигает оргазма, последнего пункта в её списке.

## В ролях
| Актёр          | Роль            |
| -------------- | --------------- |
| Обри Плаза     | Бренди Кларк    |
| Джонни Симмонс | Кэмерон Митчелл |
| Билл Хейдер    | Вилли Маклеан   |
| Скотт Портер   | Расти Уотерс    |
| Алия Шокат     | Фиона Форстер   |

| Актёр                | Роль               |
| -------------------- | ------------------ |
| Рэйчел Билсон        | Эмбер Кларк        |
| Кристофер Минц-Пласс | Даффи              |
| Энди Сэмберг         | Ван Кинг           |
| Конни Бриттон        | Джеан Кларк        |
| Кларк Грегг          | судья Джордж Кларк |

| Актёр           | Роль                 |
| --------------- | -------------------- |
| Дональд Гловер  | Деррик Мёрфи         |
| Сара Стил       | Венди                |
| Адам Палли      | Чип                  |
| Нолан Гоулд     | Макс                 |
| Макбрайер, Джек | управляющий бассейна |

## Прокат
Картина вышла в прокат в США 26 июля 2013 года. В первый уик-энд фильм заработал 1 579 402 долларов США в 591 кинотеатрах, в среднем по 2,597 долларов на экран. Этот результат оказался ниже ожиданий, в частности «The Los Angeles Times» предсказывала 2-3 млн $ за выходные, а в CBS Films ожидали около 2 миллионов.

## Критика
Оценки фильма оказались смешанными. Так, в частности на сайте «Metacritic» фильм получил рейтинг в 61 % на основе 40 отзывов (), а на «Rotten Tomatoes» — 56 % на основе 122 отзывов ().
Кинокритик Сьюзан Вложицина на сайте Роджера Эберта сказала, что этот фильм — «иногда буйный, часто неопрятный и открыто нарушающий границы сексуальный фарс, происходящий в течение первого года правления администрации Клинтона». Нил Генцлингер из «The New York Times» отметил, что «фильм не умнее и лучше действием, он просто смешнее, чем большинство его предшественников своего жанра, независимо от того, сколько он потерял из-за секса». Джастин Лоув из «The Hollywood Reporter» сказал, что это «подростковая комедия с замечательным шармом». Майк Ласалле из «San Francisco Chronicle» отметил, что «„С кем переспать?!!“ является романтической комедией, но без романтики и комедии, однако с душевным уродством, что удивительно, безжалостным. Почти все в фильме подло, эгоистично и злобно, что возможно и было бы интересно, за исключением того, что сценарист и режиссёр Мэгги Кэри кажется думает, что или мораль, или смех. Главный герой ужасен. Её сестра ужасна. Её друзья ужасны. И когда она устраивается на работу, её босс ужасен. Не ужасно смешно, просто ужасно».
Дэвид Денби из «The New Yorker» сказал, что «„С кем переспать?!!“ является непристойным, сексуальным фарсом о возбуждении, но сказанном, на этот раз с точки зрения девушки, своего рода женская „чувствительность“». Так, Олли Ричардс из «Empire» сказала, что «стремление потерять девственность, кинематографически, как правило, относится к мужчинам», но здесь другой случай с «запутанным и неудовлетворительным концом. Типичный первый раз», а А. А. Доуд из «A. V. Club» сравнил фильм с киносерией «Американский пирог», отметив некоторую сентиментальность. Дана Стевенс из «Slate» сказала, что фильм «был лучшим на бумаге» и «я не совсем поняла, почему „С кем переспать?!!“ не работает, так как кажется, что внутри него так много элементов», а «провал этого фильма можно отнести к двум факторам: 1) недостаточная плотность шуток и зависимость от одной смешной идеи или линии, несущей всю сцену, и 2) актёрский состав (и, я с сожалением говорю, производительность) Обри Пласы в главной роли». Питер Брэдшоу из «The Guardian» отметил, что «в свои 29, Плаза, возможно стара для этой роли, но большей проблемой является её искусный невозмутимый стиль, показывающий ироническое мирское всезнание — направление против предполагаемой наивности её характера. Смешного мало».
Рафер Гузман из «Newsday» отметил, что «в "списке дел", выпускница средней школы Бренди Кларк решает потерять девственность, прежде чем отправиться в Джорджтаун. Все остальные делают это, так почему бы и нет? Вы знаете где этот вид комедии, как правило, идёт: Бренди поймет, что секс должен быть с нужным человеком». Пол Доро из «Milwaukee Journal Sentinel» заметил, что «фильму не хватает повествовательного импульса и он не ведёт ни к чему, кроме серии действительно грязных шуток». Бен Кендрик из «Screen Rant» отметил, что «некоторые творческие решения сценариста/режиссёра Мэгги Кэри, наряду с приятным, хоть и знакомым воплощением Пласы и сильной актёрской командой помогли поднять фильм выше аналогичных предложений в комедии жанра безвкусицы», к тому же «тематически, „С кем переспать?!!“ несёт двойную обязанность: показать усвоение молодыми людьми уроков взрослой жизни с добавленным слоем борьбы за права женщин в личном пониманим — и к концу он не превращается в мелкую романтическую комедию с клише. В то время как многие из моментов фильма балансируют на грани, частых сцен вдумчивого понимания оказалось достаточно для того, чтобы "Список" предлагал больше, чем просто безмозглый смех».

## Саундтрек
Официальный саундтрек к фильму содержит разнообразные композиции 1990-х годов:
| №   | Название                      | Длительность |
| --- | ----------------------------- | ------------ |
| 1.  | «Me So Horny»                 | 4:26         |
| 2.  | «O.P.P.»                      | 4:30         |
| 3.  | «Let's Talk About Sex»        | 3:31         |
| 4.  | «Fade Into You»               | 4:52         |
| 5.  | «I Don't Know Why I Love You» | 3:29         |
| 6.  | «Stutter»                     | 2:23         |
| 7.  | «29»                          | 4:17         |
| 8.  | «Dreams»                      | 4:31         |
| 9.  | «Laid»                        | 2:37         |
| 10. | «Bittersweet»                 | 6:11         |
| 11. | «Break It Down Again»         | 4:32         |
| 12. | «U Can't Touch This»          | 4:16         |